# Ангольсько-ізраїльські відносини
Ангольско-ізраїльські відносини — двосторонні відносини між Анголою та Ізраїлем. Дипломатичні відносини між країнами встановлено в 1975.

## Історія
У 1963 і 1969 Кабінет міністрів Ізраїлю надавав допомогу Національному фронту визволення Анголи (FNLA) під час Війни за незалежність Анголи.
У 1960 Холден Роберто, керівник FNLA, відвідував Ізраїль, а членів цієї організації відправляли в Ізраїль для навчання.
У 1970-х Ізраїль постачав зброю FNLA через Заїр. 1995 року відкрито посольство Ізраїлю в Луанді, Тамар Голан була призначена послом Ізраїлю, вона працювала над підтримкою контактів Ізраїлю з африканськими країнами протягом десятиліть.
У 2002 Тамар Голан покинула цей пост, але повернулася в Анголу на прохання президента Жозе Едуарду душ Сантуша, щоб допомогти створити робочу групу під егідою ООН для розмінування території. Ізраїльська компанія «Geomine» постачала Анголі обладнання для розмінування. 2005 року президент душ Сантуш відвідав Ізраїль з державним візитом. У березні 2006 року обсяг товарообігу між двома країнами становив 400 млн. доларів США. У 2010 році уряд Анголи відмовився приймати ізраїльського дипломата Ізі Янука як нового посла у зв'язку з його гомосексуальністю. Станом на 2016 посаду посла Ізраїлю в Анголі займає Рафаель Сінгер. 
У серпні 2012 урядова делегація Анголи здійснила триденний візит в Єрусалим, потім члени уряду Анголи і Ізраїлю ратифікували в Тель-Авіві угоду про зміцнення зв'язків між двома країнами. Президент Ізраїлю Шимон Перес заявив, що співпраця розвиватиметься в галузях науки, техніки, економіки та безпеки, а також ангольці висловили бажання продовжити двосторонню співпрацю в області охорони здоров'я і сільського господарства.